# Tratado de la Triple Alianza
El Tratado de la Triple Alianza fue un tratado que alió al Imperio del Brasil, Argentina y Uruguay contra Paraguay. Firmado en 1865, tras el estallido de la Guerra del Paraguay, sus artículos (más un Protocolo) establecieron las acciones de los aliados tanto durante como después de la guerra. En este artículo se reproduce el tratado original (versión uruguaya-británica).
La guerra se prolongó hasta 1870 y llevó a la casi aniquilación de Paraguay. Tras la derrota paraguaya, Brasil y Argentina, enemigos tradicionales, estuvieron al borde de una guerra mutua durante seis años debido a disputas y malentendidos sobre el tratado.
Según el artículo XVI, Argentina debía recibir una franja de 600 km de territorio en el Chaco al norte del Río Pilcomayo, casi hasta la frontera con Bolivia. Desde el principio, el gobierno brasileño buscó frustrar la implementación de esta estipulación en particular, y finalmente lo logró. Hoy este territorio —el Chaco Central— pertenece a Paraguay.

## Antecedentes

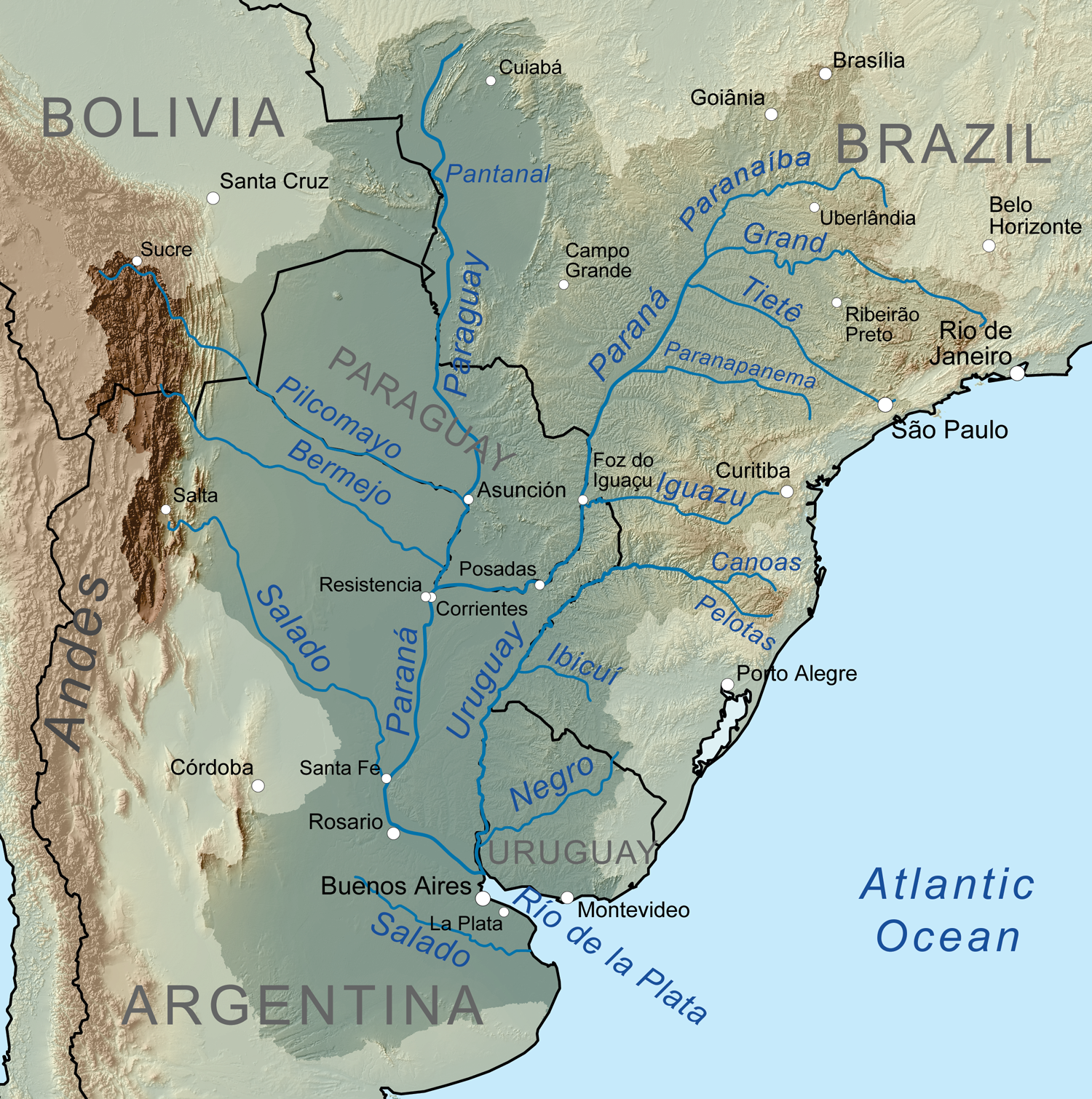
Arterias vitales. La libre navegación de los ríos Paraná y Paraguay fue largamente disputada por las potencias rivales. (Los límites mostrados corresponden a la actualidad).

Territorios en disputa antes de la guerra (áreas sombreadas), que en conjunto superaban el tamaño de España.

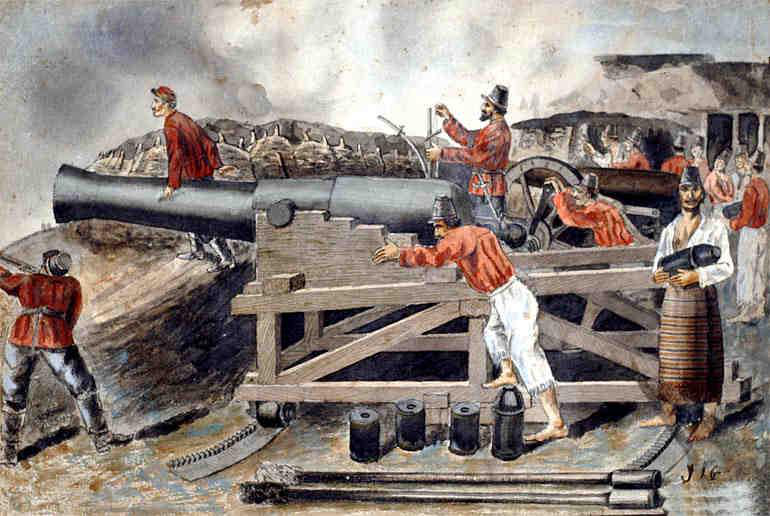
Pieza de artillería paraguaya fabricada en Asunción bajo el avanzado diseño Whitworth, aquí dirigida por el Tte. Cnel. Jorge Thompson, uno de los 200 técnicos británicos en Paraguay

Aunque el Imperio de Brasil y Argentina eran enemigos tradicionales, junto con Uruguay, se unieron contra Paraguay en 1865. Las causas de la guerra fueron diversas y son muy debatidas por autores modernos, e incluso se han rastreado hasta disputas territoriales entre Portugal y España derivadas del Tratado de Tordesillas (1494). «De hecho, la Guerra del Paraguay fue el último capítulo de un conflicto de dos siglos entre españoles y portugueses por la región». Sin embargo, para los propósitos de este artículo, puede bastar con esbozar la situación geopolítica y los antecedentes inmediatos del tratado.

### Disputas sobre arterias vitales de comunicación
A mediados del siglo XIX, vastas extensiones de Sudamérica estaban sin desarrollar, los ferrocarriles eran escasos y cortos, y prácticamente no existía la carreteras; por lo que los ríos navegables eran "arterias vitales". De relevancia particular eran los ríos Paraná y Paraguay. Usando este sistema fluvial, barcos de gran calado podían navegar 1.870 millas (3.010 km) río arriba desde Buenos Aires hasta la provincia brasileña de Mato Grosso. Estos ríos eran cruciales para Paraguay, país sin litoral marítimo, para Brasil y para el comercio de algunas provincias argentinas. Como escribió D.S. Chandler: 
Una región que solo necesitaba intercambio pacífico y ríos abiertos para un rápido crecimiento económico que transformaría las vidas de sus habitantes. Lamentablemente, tras la independencia, estas condiciones raramente se mantuvieron por más de unos pocos años. Guerras, rivalidades políticas y económicas implicaron que, con frecuencia, altos aranceles y bloqueos perturbaban el sistema fluvial. 
 Así, la Provincia de Buenos Aires bajo Juan Manuel de Rosas restringió el tráfico fluvial para presionar a Paraguay río arriba, y Paraguay bajo Carlos Antonio López hizo lo mismo para presionar a Brasil.
En 1855, Paraguay, con un comprensible temor y desconfianza hacia sus vecinos, comenzó a desarrollar la formidable Fortaleza de Humaitá. Ubicada cerca de la desembocadura del río Paraguay y conocida como el Gibraltar de Sudamérica, la fortaleza era la puerta de entrada al país. Sin embargo, pudo haber llevado al gobierno paraguayo a sentirse invulnerable (erróneamente, como resultó), y generó tensiones con Brasil. Como explicó el teniente coronel Jorge Thompson del Ejército Paraguayo:
Paraguay obligaba a todos los barcos a fondear y solicitar permiso antes de remontar el río. Como esta era la única ruta practicable que tenía Brasil hacia su provincia de Mato Grosso, naturalmente desaprobó el bloqueo del río y gradualmente acumuló grandes almacenes militares en Mato Grosso, sin duda con la intención de destruir Humaitá algún día.

### Disputas territoriales
Además, inmensos territorios eran disputados. No ocupados efectivamente por nadie, excepto por los habitantes aborígenes, no tenían fronteras internacionales claras. Existía una disputa fronteriza entre Brasil y Paraguay que se remontaba a la época virreinal, y grandes áreas en conflicto entre Paraguay y Argentina en el Gran Chaco y en el territorio de Misiones. Para entonces, no existían principios claros y aceptados para resolver estas disputas, ni una práctica establecida de arbitraje internacional. En el derecho internacional, la victoria en la guerra era un medio reconocido para adquirir territorios.

### Fortalecimiento militar paraguayo
Entre 1854 y 1864, bajo la supervisión de Francisco Solano López, hijo de Carlos Antonio López, Paraguay fortaleció sus fuerzas militares debido a que consideraba que el mundo exterior (en particular Brasil, Argentina, los Estados Unidos, y el Imperio británico) lo estaban menospreciando. Paraguay importó alrededor de 200 técnicos extranjeros, principalmente británicos, y desarrolló una fundición de hierro, un arsenal, un astillero, telégrafo y ferrocarril. Esta modernización tuvo un enfoque militar. También trajo de Gran Bretaña el cadre de un cuerpo médico militar que entrenó a estudiantes paraguayos de medicina. Así, Paraguay se convirtió en una potencia regional significativa. Sin embargo, como señaló John Hoyt Williams: >"la vertiginosa velocidad con la que su nación fue 'modernizada' y fortalecida tentó a López a flexionar su nuevo músculo y buscar un papel cada vez más expansivo y activista en los asuntos internacionales". López asumió el poder en Paraguay en septiembre de 1862 tras la muerte de su padre.

### Intrigas
En 1862, el Partido Blanco uruguayo, tradicionalmente hostil a Brasil y alarmado porque sus acérrimos enemigos también habían tomado el poder en Buenos Aires, se sintió desesperadamente falto de aliados. Inició una campaña diplomática secreta para volver a Paraguay de manera agresiva contra Buenos Aires. Esta campaña, que continuó hasta 1864, insinuó que Buenos Aires tenía ambiciones sobre Paraguay y Uruguay, quienes deberían formar una alianza bélica, separar las provincias argentinas de Corrientes y Entre Ríos, y capturar la Isla Martín García. Aunque Francisco Solano López de Paraguay no confiaba en los Blancos ni firmó una alianza con Uruguay, igualmente fortaleció su ejército. Dado que las mujeres siempre habían cultivado los alimentos básicos en Paraguay, todos los hombres aptos de 16 a 50 años estaban disponibles para el servicio y, en marzo de 1864, fueron reclutados para un entrenamiento militar "intensivo". Para septiembre de 1864, López tenía entre 48.000 y 150.000 hombres movilizados, superando a cualquier otra potencia regional. Según Thomas L. Whigham: «Paraguay era el único país de la región que podía alardear de su preparación militar y un tesoro lleno».

### Paraguay invade dos provincias brasileñas

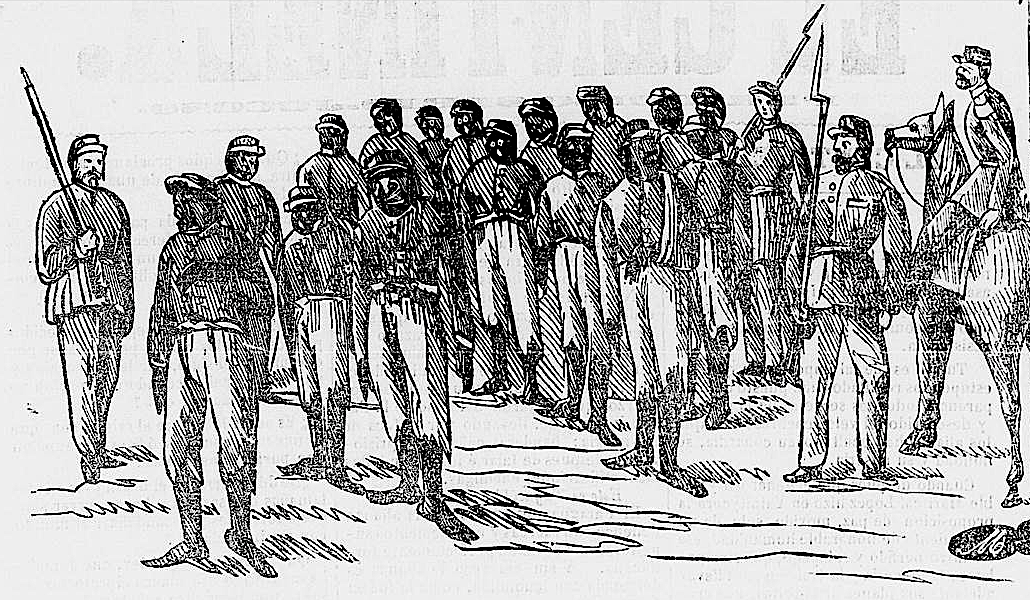
Xenofobia pudo ser una causa de la guerra. Prisioneros brasileños caricaturizados como afroamericanos grotescos en una viñeta de propaganda del gobierno paraguayo (El Centinela, 1867).

Sin embargo, los hechos demostraron que López no lanzó esta fuerza contra Argentina, sino contra Brasil. Al otro lado de la frontera en Uruguay vivían muchos que reclamaban nacionalidad brasileña, y Brasil alegaba que estas personas eran maltratadas con la connivencia del gobernante Partido Blanco: una queja de larga data. En abril de 1864, la agitación política llevó la ira brasileña al límite. En mayo de 1864, Brasil envió una misión diplomática a Uruguay para exigir reparaciones, acompañada de una escuadra naval, mientras tropas brasileñas se concentraban en la frontera. El 30 de agosto de 1864, Paraguay advirtió a Brasil contra acciones militares en Uruguay, pero fue ignorado: comenzó la Guerra del Uruguay. En noviembre de 1864, Paraguay disparó y capturó el buque gubernamental brasileño Marquês de Olinda durante su viaje mensual rutinario por el río Paraguay hacia Mato Grosso. Se descubrió que transportaba suministros militares. Los ejércitos paraguayos procedieron a invadir la provincia brasileña de Mato Grosso. Posteriormente, invadieron Río Grande del Sur.

### Paraguay invade una provincia argentina
Paraguay, de difícil acceso, podría haber resistido la represalia brasileña por mucho tiempo, pero dio un paso que le proporcionó a Brasil lo que le faltaba hasta entonces: una buena base de avanzada para atacarlo. Lo hizo invadiendo Argentina. 
Primero, el 14 de enero de 1865, el gobierno paraguayo solicitó permiso a Argentina para atacar Brasil a través de la Provincia de Corrientes, solicitud que fue denegada. El 13 de abril, buques paraguayos dispararon y capturaron dos navíos argentinos anclados en el puerto de Corrientes, y las tropas paraguayas procedieron a invadir la provincia misma. Esto provocó la alianza con Brasil.

### Resultado
Paraguay había declarado la guerra al mucho más poblado Imperio de Brasil, a Argentina (también más poblada), y amenazaba a la facción Colorada de Uruguay, que ahora estaba en el poder. Los tres países solían considerar a Paraguay como un advenedizo atrasado y estaban indignados. Sus ministros de relaciones exteriores se reunieron en Buenos Aires y negociaron el Tratado de la Triple Alianza.

## Negociaciones

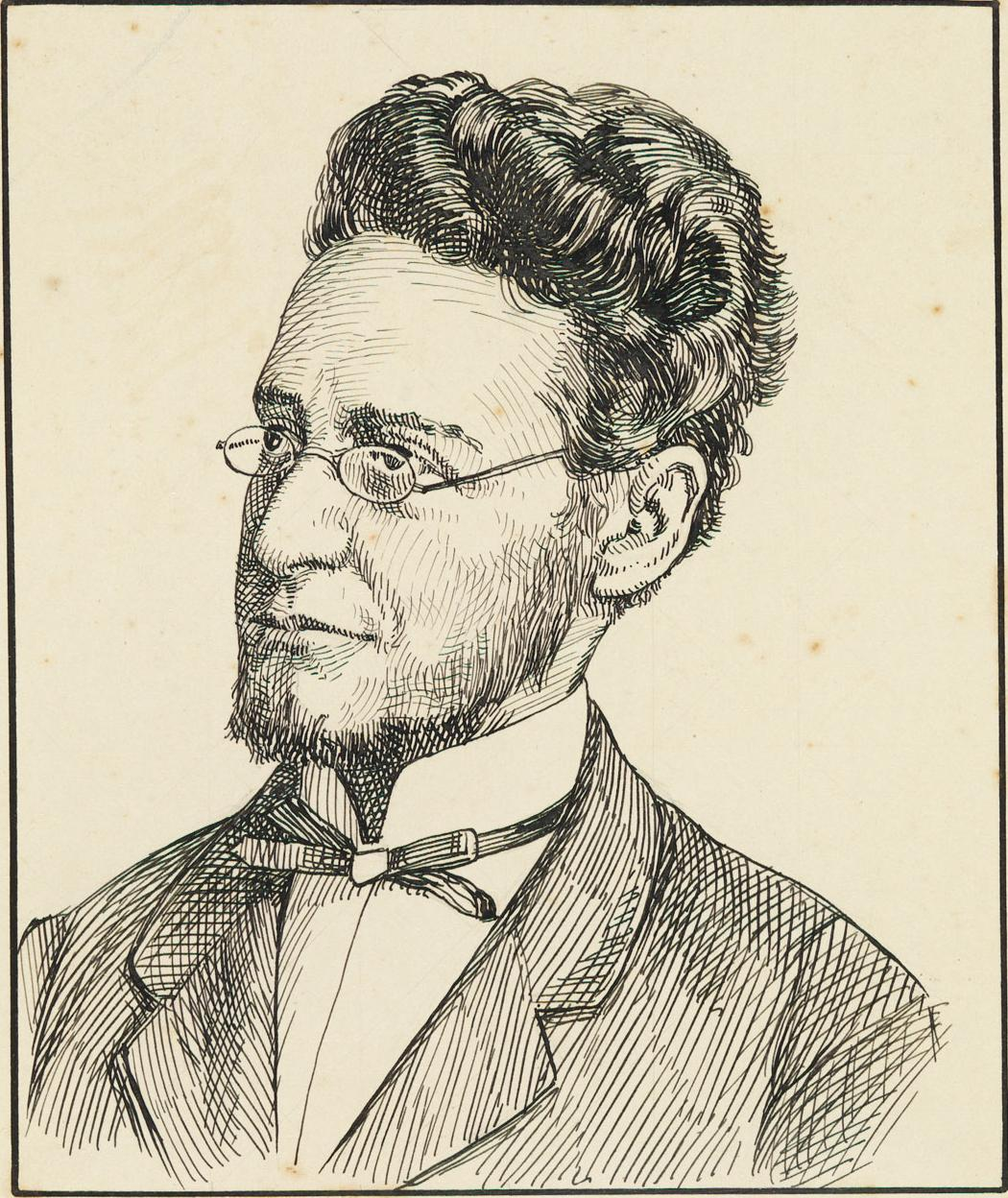
Francisco Otaviano, poeta y diplomático, enviado brasileño

En marzo de 1865, un cambio de gobierno en Brasil hizo que Francisco Otaviano, miembro del Partido Liberal, fuera enviado en una misión especial a la región del Río de la Plata. Paraguay estaba en guerra con Brasil pero aún no había atacado a Argentina. Entre sus instrucciones estaban apoyar al gobierno uruguayo del probrasilero Venancio Flores, explorar cómo Uruguay podría cooperar en la guerra contra Paraguay y evitar que el gobierno argentino creara obstáculos.
El ataque paraguayo a territorio argentino (13 de abril) precipitó la alianza Brasil-Argentina, por lo que Otaviano, de 40 años, debió negociar sus términos in situ sin instrucciones específicas de Río de Janeiro, ya que no existía conexión telegráfica con esa capital. Sus instrucciones generales establecían que Paraguay debía pagar los costos de la guerra, las fortificaciones de Humaitá debían ser destruidas para garantizar la libre navegación, y se debía firmar un tratado limítrofe con Paraguay según las propuestas brasileñas de 1853.
Dado que Argentina y Brasil eran enemigos tradicionales, Brasil desconfiaba de las intenciones argentinas en la cuenca del Río de la Plata. Otaviano creía que el gobierno argentino buscaba obtener ayuda de Brasil sin asumir obligaciones, para así, una vez terminado el conflicto, reincorporar territorio paraguayo en un sucesor del antiguo Virreinato del Río de la Plata liderado por Argentina. Por ello, Otaviano insistió en que el Tratado de la Triple Alianza garantizara la independencia de Paraguay. Esto no fue bien recibido por Argentina, que exigía recibir íntegramente sus reclamaciones territoriales sobre Misiones y el Chaco, hasta la frontera con Bolivia.
El tratado fue firmado el 1 de mayo de 1865.

### Reacción del gobierno brasileño
Cuando el gobierno brasileño descubrió lo negociado por Otaviano, especialmente sus concesiones a Argentina, no estuvo satisfecho. Los términos del tratado fueron fuertemente criticados por la oposición del Partido Conservador. En Brasil predominaba la creencia de que no necesitaban una alianza con Argentina para vencer a Paraguay, solo que Argentina se mantuviera al margen. El emperador Pedro II de Brasil remitió el tratado a la Sección de Relaciones Exteriores del Consejo de Estado, que advirtió que el acuerdo perjudicaba a Brasil en varios aspectos: facilitaba una posible anexión futura de Paraguay por Argentina y dificultaba a la Armada Imperial Brasileira el bloqueo naval a Paraguay de ser necesario.
Las condiciones negociadas por Otaviano fueron severamente cuestionadas, pero este argumentó que la situación en 1865 era tan crítica que si Argentina hubiera querido aprovecharse, "le habríamos dado el doble, o el triple".
La Sección de Relaciones Exteriores señaló que, siendo demasiado tarde para renegociar el tratado, la mejor salida —a pesar de lo pactado— era que Argentina no obtuviera "ni un palmo de territorio" al norte del Río Pilcomayo. El Pilcomayo atraviesa el Gran Chaco y desemboca en la margen derecha del Río Paraguay (ver mapa), pero el reclamo argentino sobre el Chaco se extendía mucho más al norte. De hecho, según el Artículo XVI, Argentina recibiría territorios hasta Bahía Negra, cerca de la frontera boliviana. Tras la Guerra de la Triple Alianza, mediante un proceso prolongado, Brasil logró impedir que Argentina obtuviera territorios al norte del Pilcomayo. Actualmente, este río sigue siendo el límite internacional entre la provincia argentina de Formosa y el departamento paraguayo de  Presidente Hayes.

### Tres versiones
De acuerdo con el uso diplomático de la época, el tratado tiene tres versiones diferentes. No hay diferencias significativas, pero el orden de los pasajes puede variar.
El tratado fue celebrado en Buenos Aires el 1 de mayo de 1865, y cada país tenía su propia versión, con estas diferencias:
1. Idioma: las versiones argentina y uruguaya estaban en español. La versión brasileña estaba en portugués.
2. Orden: cada versión daba prominencia a su propia nación, representante diplomático y ejército, mencionándolos primero cuando era posible. Por ejemplo, en la versión uruguaya, Uruguay y su diplomático, el Dr. Carlos de Castro, se mencionan antes que Brasil y Argentina y sus representantes. Otro ejemplo se encuentra en el Artículo III (versión uruguaya), donde el rol del comandante uruguayo Venancio Flores se describe antes que el del comandante de las fuerzas terrestres brasileñas, mucho más numerosas. Lo contrario ocurre en la versión brasileña.[75]

Por lo tanto, una etiqueta precisa de una disposición particular podría requerir especificar, por ejemplo, "Artículo III, tercer párrafo (versión uruguaya)" según corresponda.

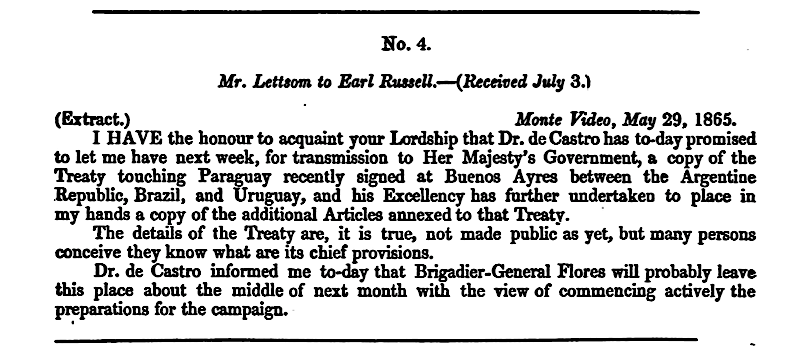
Documento parlamentario. El gobierno británico obtuvo una copia del tratado y lo publicó.

### Fuente reproducida aquí
El tratado era secreto, pero de Castro proporcionó una copia a William Garrow Lettsom, el ministro británico en Montevideo, quien el 27 de junio remitió una traducción de la versión uruguaya al Secretario de Relaciones Exteriores británico John Russell. El gobierno británico ordenó su impresión y presentación ante ambas cámaras del Parlamento, cuyo texto se reproduce en este artículo. Esta es la versión utilizada en la mayoría de los estudios académicos en inglés.

### En otros idiomas
La versión brasileña fue publicada en Schneider, 1902, y puede descargarse.
La versión argentina, publicada en una reedición de 1884 del Registro Nacional, también está disponible. Sin embargo, circulan versiones defectuosas en línea.
Una versión en alemán fue publicada en Schneider, 1872, y puede descargarse. Sin embargo, no es una traducción directa del portugués o español, sino una traducción del texto inglés (parlamentario británico).

## Texto

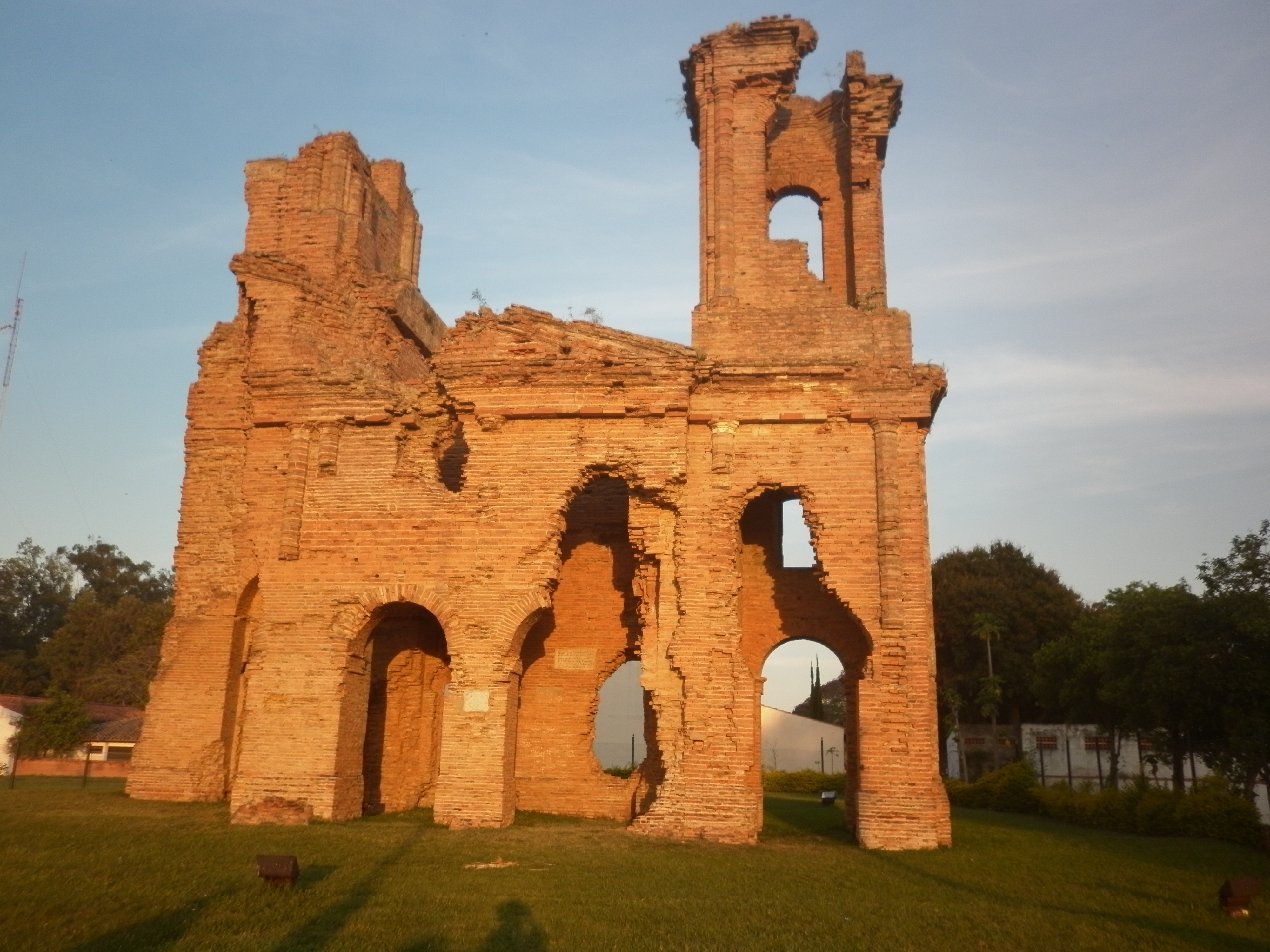
Ruinas de la iglesia de Humaitá. Hoy, nada más queda de la formidable fortaleza, arrasada según lo establecido en el Tratado.

(Nota: Los números en superíndice rojo no forman parte del texto original.)
El Gobierno de la República Oriental del Uruguay, el Gobierno de Su Majestad el Emperador del Brasil y el Gobierno de la República Argentina:
Los dos últimos, hallándose en guerra con el Gobierno del Paraguay por haber sido ésta declarada de hecho contra ellos por dicho Gobierno, y el primero en estado de hostilidad, amenazada su seguridad interior por el mismo Gobierno que violó la República, los Tratados solemnes y los usos internacionales de las naciones civilizadas, cometiendo actos injustificables después de haber perturbado las relaciones con sus vecinos mediante los procedimientos más abusivos y agresivos:
Persuadidos de que la paz, seguridad y bienestar de sus respectivas naciones son imposibles mientras exista el actual Gobierno del Paraguay, y que es una necesidad imperiosa, exigida por el interés más elevado, hacer desaparecer a dicho Gobierno, respetando la soberanía, independencia e integridad territorial de la República del Paraguay:
Han resuelto, con este objeto, celebrar un Tratado de Alianza ofensiva y defensiva, y para ello han nombrado como sus Plenipotenciarios, a saber:

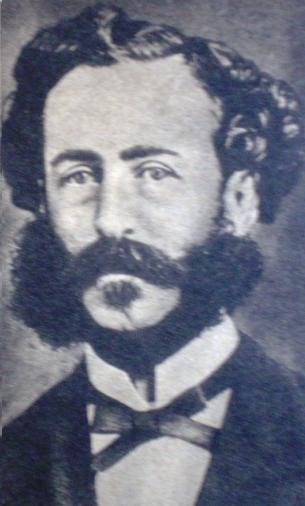
Dr. Rufino de Elizalde, ministro de Relaciones Exteriores argentino.

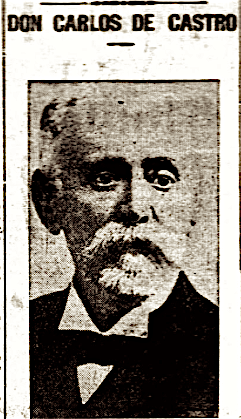
Dr. Carlos de Castro, ministro de Relaciones Exteriores de Uruguay (de un obituario periodístico, 1911)

Su Excelencia el Gobernador Provisional de la República Oriental del Uruguay: Su Excelencia el Doctor Carlos de Castro, su Ministro Secretario de Estado en el Departamento de Relaciones Exteriores;
Su Excelencia el Emperador del Brasil: Su Excelencia el Señor Doctor F. Octaviano de Almeida Rosa, de su Consejo, Diputado de la Asamblea Legislativa General y Oficial de la Orden Imperial de la Rosa;
Su Excelencia el Presidente de la Confederación Argentina: Su Excelencia el Señor Doctor Don Rufino de Elizalde, su Ministro y Secretario de Estado en el Departamento de Relaciones Exteriores;
Quienes, después de haber intercambiado sus respectivos plenos poderes, hallados en buena y debida forma, acordaron lo siguiente:
ARTÍCULO I  
La República Oriental del Uruguay, Su Majestad el Emperador del Brasil y la República Argentina se unen en Alianza ofensiva y defensiva en la guerra provocada por el Gobierno del Paraguay.  
ARTÍCULO II  
Los aliados contribuirán con todos los medios de que puedan disponer por tierra o por los ríos, según lo que sea necesario.  
ARTÍCULO III  
1Siendo que las operaciones de la guerra han de comenzar en el territorio de la República Argentina o en una parte del territorio paraguayo colindante con el mismo, el mando supremo y la dirección de los ejércitos aliados quedan confiados al Presidente de la República Argentina, General en Jefe de su ejército, Brigadier General Don Bartolomé Mitre.
2Las fuerzas marítimas de los aliados estarán bajo el mando inmediato del Vicealmirante Vizconde de Tamandaré, Comandante en Jefe de la escuadra de Su Majestad el Emperador del Brasil.  
3Las fuerzas terrestres de la República Oriental del Uruguay, una división de las fuerzas argentinas y otra de las fuerzas brasileñas designadas por sus respectivos jefes superiores, formarán un ejército bajo las órdenes inmediatas del Gobernador Provisional de la República Oriental del Uruguay, Brigadier General Don Venancio Flores.  
4Las fuerzas terrestres de Su Majestad el Emperador del Brasil formarán un ejército bajo las órdenes inmediatas de su General en Jefe, el Brigadier Manoel Luis Osorio.
5Aunque las Altas Partes Contratantes convienen en no cambiar el campo de las operaciones de guerra, no obstante, para preservar los derechos soberanos de las tres naciones, acuerdan desde ahora el principio de reciprocidad para el mando supremo, en caso de que dichas operaciones deban trasladarse al territorio Oriental o brasileño.  
ARTÍCULO IV  
1El orden militar interno y la administración de las tropas aliadas dependerán únicamente de sus respectivos jefes.  
2La paga, víveres, municiones de guerra, armas, vestuario, equipo y medios de transporte de las tropas aliadas correrán por cuenta de los respectivos Estados. 
ARTÍCULO V  

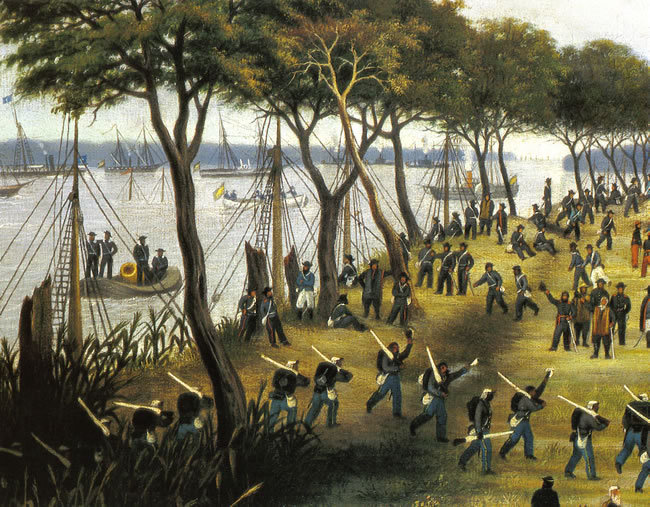
Invasión de Paraguay. Transportadas por la armada brasileña, tropas argentinas desembarcan en Curuzú. El mayor esfuerzo militar recayó en soldados brasileños.

Las Altas Partes Contratantes se otorgarán mutuamente toda la asistencia o elementos que tengan disponibles y que las demás requieran, de la manera que se acuerde.  
ARTÍCULO VI  
Los aliados se comprometen solemnemente a no deponer las armas salvo por acuerdo común, ni hasta haber derrocado al actual Gobierno del Paraguay, ni tratar con el enemigo por separado, ni firmar tratado alguno de paz, tregua, armisticio o convenio para dar por terminada o suspender la guerra, excepto mediante acuerdo unánime de todos.  
ARTÍCULO VII  
Al no estar la guerra dirigida contra el pueblo paraguayo, sino contra su Gobierno, los Aliados podrán admitir en una legión paraguaya a todos los ciudadanos de dicha nación que deseen colaborar para derrocar a dicho Gobierno, y les proporcionarán todos los elementos que requieran, bajo las modalidades y condiciones que se acuerden.  
ARTÍCULO VIII  
Las Altas Partes Contratantes se obligan a respetar la independencia, soberanía e integridad territorial de la República del Paraguay. En consecuencia, el pueblo paraguayo podrá elegir su Gobierno y darse las Instituciones que desee, sin incorporarlo ni solicitar un Protectorado bajo ninguno de los aliados como consecuencia de esta guerra.  
ARTÍCULO IX  
La independencia, soberanía e integridad territorial de la República del Paraguay serán garantizadas colectivamente, conforme al Artículo anterior, por las Altas Partes Contratantes durante un período de cinco años.  
ARTÍCULO X  
Se acuerda entre las Altas Partes Contratantes que las exenciones, privilegios o concesiones que obtengan del Gobierno del Paraguay serán comunes a todos gratuitamente, si son gratuitas, y con la misma compensación si son condicionales.  
ARTÍCULO XI  

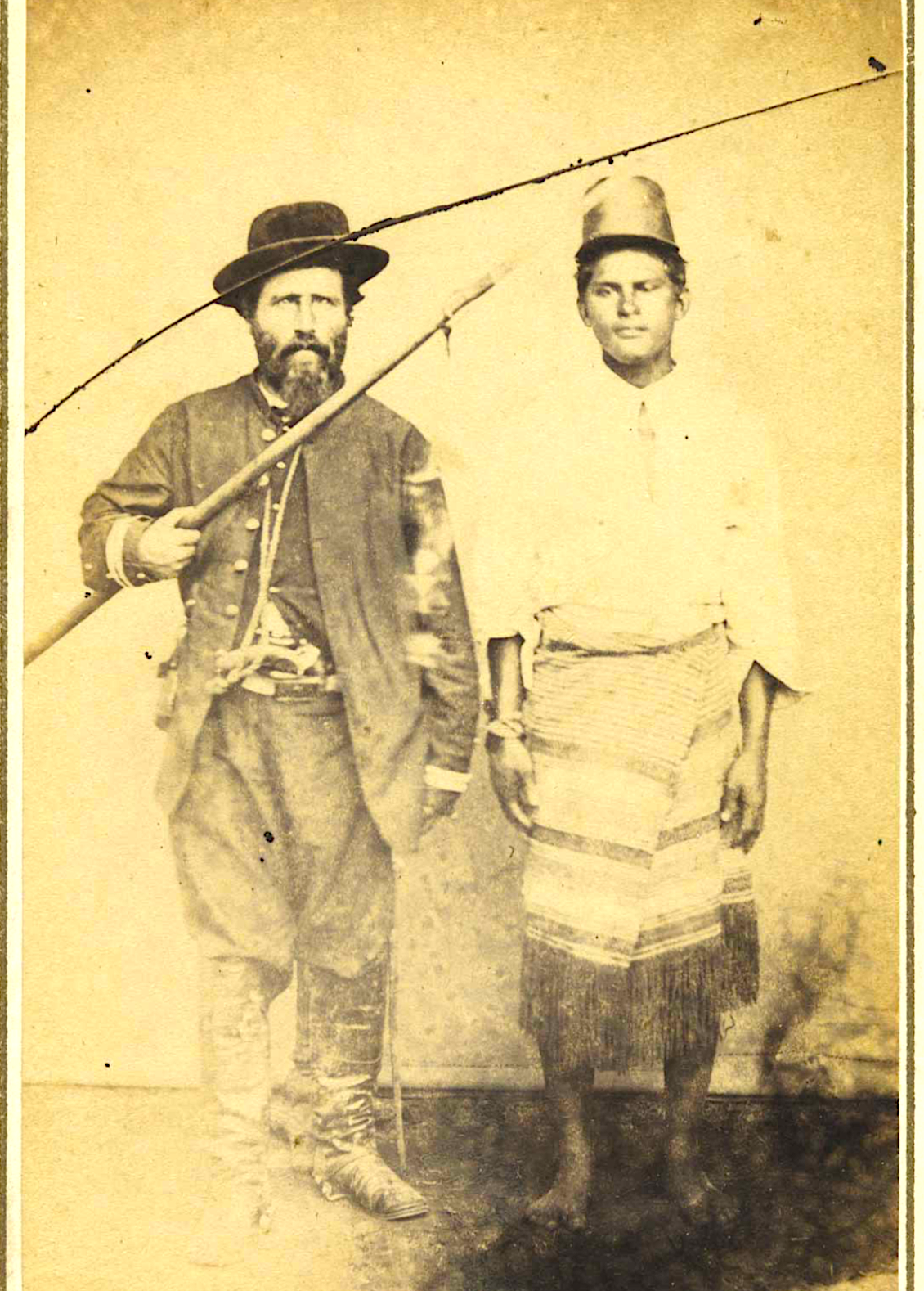
Prisionero paraguayo. La infantería paraguaya usaba faldas y combatía descalza; su valentía fue admirada por sus enemigos.

Una vez derrocado el actual Gobierno del Paraguay, los Aliados procederán a establecer los arreglos necesarios con la autoridad constituida para garantizar la libre navegación de los ríos Paraná y Paraguay, de modo que las regulaciones o leyes de dicha República no obstruyan, dificulten ni carguen el tránsito y navegación directa de los buques mercantes y de guerra de los Estados aliados con destino a sus respectivos territorios o a territorios no pertenecientes al Paraguay. Asimismo, adoptarán garantías adecuadas para la efectividad de estos acuerdos, basándose en que dichas regulaciones de policía fluvial, ya sea para estos dos ríos o también para el Río Uruguay, se establecerán por común acuerdo entre los aliados y aquellos Estados ribereños que, dentro del plazo acordado por dichos aliados, acepten la invitación extendida. 
ARTÍCULO XII  
Los aliados se reservan el derecho de concertar las medidas más adecuadas para garantizar la paz con la República del Paraguay tras el derrocamiento del actual Gobierno.  
ARTÍCULO XIII  
Los aliados designarán en el momento oportuno a los Plenipotenciarios necesarios para celebrar los arreglos, Convenios o Tratados que deban establecerse con el Gobierno que se constituya en Paraguay.  
ARTÍCULO XIV  
1Los aliados exigirán a este Gobierno el pago de los gastos de la guerra que se han visto obligados a aceptar, así como la reparación e indemnización por los daños y perjuicios causados a sus propiedades públicas y privadas, y a las personas de sus ciudadanos, sin declaración expresa de guerra, y por los daños e injurias cometidos posteriormente en violación de los principios que rigen las leyes de la guerra.  
2La República Oriental del Uruguay exigirá igualmente una indemnización proporcional al daño y perjuicio causados por el Gobierno del Paraguay mediante la guerra en la que se ve forzada a entrar para defender su seguridad amenazada por dicho Gobierno.  
ARTÍCULO XV  
En una Convención especial se determinará el modo y forma de liquidar y pagar la deuda derivada de las causas antes mencionadas.  
ARTÍCULO XVI  
1Para evitar discusiones y guerras derivadas de cuestiones limítrofes, se establece que los aliados exigirán al Gobierno del Paraguay la celebración de tratados definitivos de límites con sus respectivos Gobiernos bajo las siguientes bases:–  
2La República Argentina se dividirá de la República del Paraguay por los ríos Paraná y Paraguay, hasta encontrar los límites del Imperio del Brasil, los cuales estarán en la margen derecha del Río Paraguay, en la Bahía Negra.  
3El Imperio del Brasil se dividirá de la República del Paraguay en el lado del Paraná por el primer río aguas abajo del Salto de las Siete Caídas, que según el mapa reciente de Manchez, es el Igurey, y desde la desembocadura del Igurey siguiendo su curso ascendente hasta alcanzar sus fuentes.
4En el lado de la margen izquierda del Paraguay, por el Río Apa desde su desembocadura hasta sus fuentes.  
5En el interior, desde las cumbres de la sierra de Maracayú, los arroyos al este pertenecerán a Brasil y los del oeste a Paraguay, trazando líneas lo más rectas posibles desde dicha sierra hasta las fuentes del Apa y del Igurey.  
ARTÍCULO XVII  
1Los aliados se garantizan recíprocamente el fiel cumplimiento de los acuerdos, arreglos y Tratados que se celebren con el Gobierno que se establezca en Paraguay, en virtud de lo pactado en el presente Tratado de Alianza, el cual mantendrá plena vigencia para asegurar que estas estipulaciones sean respetadas y ejecutadas por la República del Paraguay.  
2Para lograr este resultado, acuerdan que, en caso de que una de las Altas Partes Contratantes no pueda obtener del Gobierno del Paraguay el cumplimiento de lo acordado, o que dicho Gobierno intente anular las estipulaciones ajustadas con los Aliados, la otra empleará activamente sus esfuerzos para hacerlas respetar.  
3Si estos esfuerzos resultaran inútiles, los aliados concurrirán con todos sus medios para hacer efectiva la ejecución de lo estipulado.  
ARTÍCULO XVIII  
Este Tratado se mantendrá en secreto hasta que se alcance el objetivo principal de la alianza.  
ARTÍCULO XIX  
Las estipulaciones de este Tratado que no requieran autorización legislativa para su ratificación comenzarán a surtir efecto tan pronto como sean aprobadas por los respectivos Gobiernos, y las demás a partir del intercambio de las ratificaciones, que tendrá lugar dentro del plazo de cuarenta días contados desde la fecha del mencionado Tratado, o antes si es posible, realizándose dicho intercambio en la ciudad de Buenos Ayres. 
En fe de lo cual, los infrascritos Plenipotenciarios de Su Excelencia el Gobernador Provisional de la República Oriental del Uruguay, de Su Majestad el Emperador del Brasil y de Su Excelencia el Presidente de la República Argentina, en virtud de nuestros plenos poderes, firmamos este Tratado y colocamos nuestros sellos en la ciudad de Buenos Aires, el 1 de mayo del año del Señor de 1865.
(Firmado)  
C. DE CASTRO.
F. OCTAVIANO DE ALMEIDA ROSA
RUFINO DE ELIZALDE
*************
Protocolo
SUS Excelencias los Plenipotenciarios de la República Argentina, de la República Oriental del Uruguay, y de Su Majestad el Emperador del Brasil, reunidos en el Departamento de Relaciones Exteriores, acordaron:
1. Que, en cumplimiento del Tratado de Alianza de esta fecha, se procederá a la demolición de las  fortificaciones de Humaitá, y no se permitirá la construcción de otras de naturaleza similar que puedan obstaculizar el fiel cumplimiento de dicho Tratado.
2. Que, siendo una de las medidas necesarias para garantizar la paz con el Gobierno que se establezca en Paraguay el no dejar armas o elementos de guerra, aquellos que se encuentren serán divididos en partes iguales entre los aliados.
3. Que los trofeos y botín que se capturen al enemigo serán divididos entre los aliados que realicen la captura.
4. Que los Jefes al mando de los ejércitos aliados concertarán medidas para poner en práctica lo aquí acordado.
Y lo firmaron en Buenos Ayres el 1 de mayo de 1865.  
(Firmado)  
CARLOS DE CASTRO.
RUFINO DE ELIZALDE
F. OCTAVIANO DE ALMEIDA ROSA

## Ratificación
El tratado no pudo entrar en pleno vigor hasta su ratificación. En Argentina, fue ratificado por el Senado y la Cámara de Diputados en sesión secreta el 24 de mayo de 1865, aunque sujeto a una excepción poco conocida. Los instrumentos de ratificación fueron intercambiados entre Argentina y Brasil el 12 de junio, y entre Argentina y Uruguay el 13 de junio de 1865.

### Excepción a la ratificación
El poder legislativo de la República Argentina no ratificó completamente el Artículo I del Protocolo del Tratado, omisión que se mantuvo en secreto hasta después de la guerra.  
En 1872, el historiador Louis Schneider escribió que los aliados no ratificaron todas las cláusulas del Tratado, aunque sin especificar más detalles. Sin embargo, en una nota publicada en la traducción portuguesa de la obra de Schneider (1902), el diplomático brasileño José Maria da Silva Paranhos matizó dicha afirmación de la siguiente manera:
Solo hubo una cláusula no aprobada por el Congreso Argentino, la relativa a las fortificaciones, y esta falta de aprobación, mantenida en secreto, solo fue comunicada a Brasil mucho después de la guerra.
Esto ya había sido reconocido en 1872 por el futuro diplomático argentino Estanislao Zeballos, quien señaló que el Protocolo (sobre fortificaciones) no había sido sometido a ratificación por el Congreso Argentino, como exigía la Constitución argentina. Lo que resultaba objetable para Argentina no era la demolición de las fortificaciones de Humaitá, sino la estipulación de que no se construyeran otras similares incluso tras el derrocamiento de López.
La negativa de Argentina a ratificar el Protocolo salió a la luz cuando este país y Brasil disputaban el significado y efecto del tratado, y el gobierno brasileño publicó parte de la correspondencia. (Véase Conflicto entre Argentina y Brasil, más adelante).  
Nunca se determinó si la negativa del legislativo argentino a ratificar el Artículo 1 del Protocolo fue efectiva según el derecho internacional o si careció de validez por no haber sido comunicada a Brasil en tiempo oportuno.  

## Artículos específicos
Hasta el día de hoy, Sudamérica continúa debatiendo los méritos (o falta de ellos) de artículos específicos del tratado, en particular los Artículos III, VI, VII, VIII, IX, XIV y XVIII. 

### Artículo III

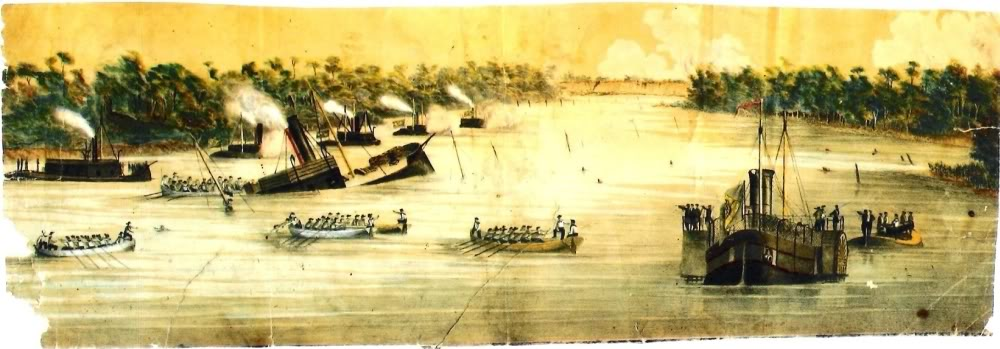
El acorazado brasileño Rio de Janeiro de 1.000 toneladas hundido por una mina paraguaya en Curuzú, a 1.200 km del océano más cercano

Mediante este artículo, los Aliados acordaron conferir inicialmente el mando supremo de las fuerzas terrestres al presidente argentino Bartolomé Mitre, a pesar de que los recursos militares brasileños eran muy superiores, principalmente porque la campaña inicial tendría lugar en territorio argentino y luego en territorio paraguayo adyacente. Sin embargo, dado que Brasil poseía una armada incomparablemente más grande, se acordó que el mando de las fuerzas navales recaería inicialmente en el almirante brasileño Joaquim Marques Lisboa, vizconde de Tamandaré. Estas decisiones generaron fuertes fricciones y disensiones: los uruguayos acusaron a Mitre de ser excesivamente cauteloso, mientras que los argentinos reprocharon a la armada brasileña su falta de cooperación con el ejército.
El tercer párrafo del Artículo III condujo a la creación del Ejército de Vanguardia liderado por el feroz gaucho uruguayo Venancio Flores, cuya función era adelantarse por la parte oriental de la provincia de Corrientes, como se describe en los diarios de León de Palleja.

### Artículo VI
Mediante este artículo, los Aliados se comprometieron a no deponer las armas, salvo por consentimiento mutuo, hasta derrocar al gobierno de López, ni negociar por separado con el enemigo. Este artículo ha sido criticado por dificultar las negociaciones de paz. De hecho, tras el entusiasmo inicial, Argentina desarrolló un fuerte movimiento antibélico, y de no ser por Brasil, es posible que hubiese optado por negociar la paz. Sin embargo, Domingo Faustino Sarmiento, electo presidente en 1868 bajo una plataforma pacifista, intentó lograr la retirada unilateral de Argentina — independientemente del Artículo VI. No lo consiguió, en parte debido al sentimiento anti-López.

### Artículo VII

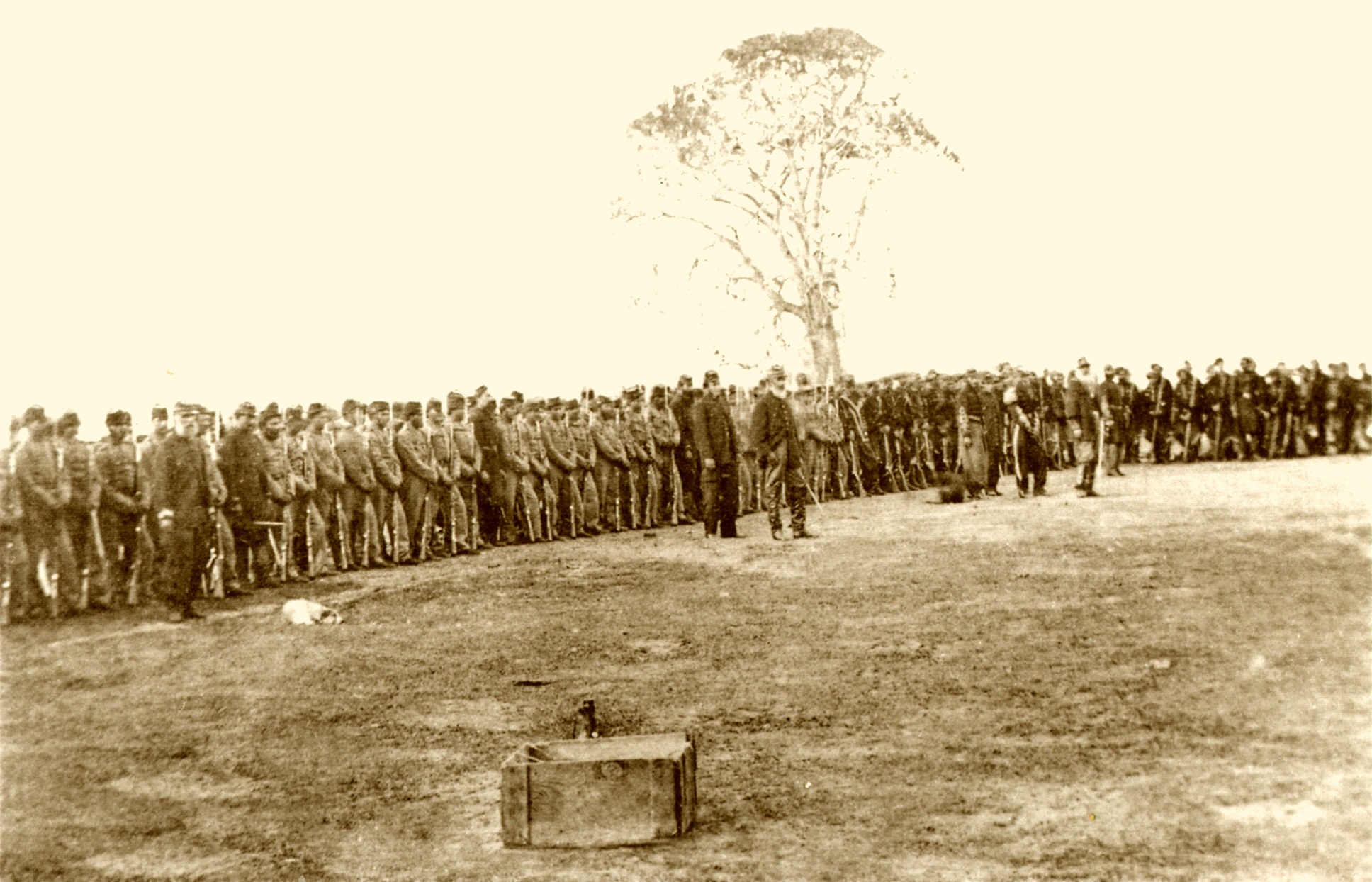
La Legión Paraguaya en 1866

Como se previó en el Artículo VI, este establecía que el enemigo era el Gobierno paraguayo (es decir, López) y no el país de Paraguay. (El concepto no carecía de precedentes en asuntos internacionales: «Talleyrand también había logrado en el Congreso de Viena que el enemigo de la Coalición fuera solo Napoleón, y no el pueblo francés»). Por lo tanto, se permitiría que una Legión Paraguaya de voluntarios anti-López se uniera a los Aliados.  
Se ha objetado que los miembros de la Legión Paraguaya eran traidores a su patria, pero no hay duda de que el Gobierno de López era una dictadura con una oposición emigrada. Otra crítica señala que los prisioneros de guerra paraguayos fueron obligados a unirse a la Legión o, en todo caso, a los ejércitos aliados, lo cual, de ser cierto, habría sido escandaloso. 

### Artículo VIII
Este artículo reiteró que los Aliados se comprometían a respetar la independencia y soberanía de la República del Paraguay, ya que el verdadero enemigo era el régimen de López. Aunque en su momento algunos criticaron esto como una maniobra cínica, existen pocas bases para dudar de la sinceridad de los motivos aliados en este punto. Brasil y Argentina eran rivales tradicionales, y ninguno deseaba que el otro absorbiera Paraguay. Que esto fue así en el caso de Brasil se demuestra dos veces: no solo al insistir en esta cláusula inicialmente, sino tras ganar la guerra, cuando pudo haber anexado Paraguay fácilmente de haberlo deseado.
Una crítica aparte señalaba que los Aliados no pretendían respetar la integridad territorial paraguaya, ya que planeaban apropiarse de grandes porciones de su territorio. Sin embargo, esta objeción presupone que dichos territorios eran, según el derecho internacional, paraguayos, cuando en realidad habían estado en disputa durante mucho tiempo. Ningún tercer Estado reconocía las reclamaciones sobre esas zonas, y, como gran parte de Sudamérica, no estaban ocupadas efectivamente más que por habitantes aborígenes. Brasil y Paraguay habían disputado los límites entre Paraguay y el Mato Grosso, mientras que extensas áreas del Chaco y las Misiones eran objeto de conflicto entre Paraguay y Argentina. Así, los territorios estaban genuinamente en disputa, y en el siglo XIX no sorprendía que, de haber una guerra, el vencedor ocupara los territorios en litigio como botín de guerra.  

### Artículo IX
Continuando con el tema de que la guerra era realmente contra el régimen de López, este artículo establecía que los Aliados garantizarían colectivamente la independencia de Paraguay durante cinco años. En la práctica internacional del siglo XIX, una potencia que garantizaba la independencia de un país se comprometía a protegerlo por la fuerza si era amenazado. Considerando la rivalidad tradicional y la desconfianza entre Brasil y Argentina, esto significaba que si uno amenazaba a Paraguay, el otro acudiría en su ayuda.  
Una crítica al Artículo IX fue que la garantía solo duraba cinco años, lo cual resultaba prácticamente irrelevante dado que la guerra ya duró ese mismo tiempo. Sin embargo, los Aliados no podían prever esto en 1865. Además, otra interpretación sugiere que el plazo de cinco años comenzaría a correr al finalizar la guerra. Esta interpretación se respalda en las palabras "conforme al artículo anterior". El artículo precedente (Artículo VIII) señalaba que "el pueblo paraguayo podrá elegir su Gobierno y darse las Instituciones que desee", lo cual solo sería posible tras el derrocamiento de López, es decir, al término de la guerra.

### Artículo XIV
Este artículo establecía que Paraguay pagaría una indemnización por la guerra, lo cual fue criticado por ser excesivamente severo. Sin embargo, al finalizar la guerra, Paraguay no estaba en condiciones de pagar indemnización alguna, la cual finalmente fue cancelada, sin que se hubiera abonado nada.
Paraguay argumentó con éxito que si debía pagar indemnizaciones, esto indicaría, contrariamente a lo afirmado por los Aliados, que la guerra fue contra la nación paraguaya y no contra López, el expresidente e instigador del conflicto.

### Artículo XVI
Mediante este artículo, los aliados acordaron los límites que resultarían de su victoria en la guerra. Sujeto al posterior Arbitraje de Hayes (que otorgó el Chaco al norte del Río Pilcomayo a Paraguay) y a la disputa territorial entre Paraguay y Bolivia (resuelta mucho después por la Guerra del Chaco), los límites son los que existen actualmente. La parte sur del Mato Grosso pertenece a Brasil. Las provincias de Formosa, Chaco y Misiones pertenecen a Argentina.  
Cabe destacar que, según el segundo párrafo de este Artículo, Argentina debía recibir territorio en la margen derecha del Río Paraguay (es decir, en el Gran Chaco) hasta Bahía Negra, aproximadamente 600 km al norte del límite actual en el Río Pilcomayo. Como se explica en la segunda sección de este Artículo, desde el momento de la firma del Tratado, Brasil se esforzó por frustrar la reclamación argentina sobre este territorio, lográndolo. Para un relato detallado, véase el capítulo 10 de Warren.

### Artículo XVIII
El tratado debía mantenerse en secreto hasta que su objetivo principal se cumpliera. Los tratados secretos, aunque dejaron de estar en boga después de la Primera Guerra Mundial y ahora se consideran poco aconsejables, eran comunes en el siglo XIX.
El cónsul británico en Rosario, Thomas Hutchinson, consideró que el "objetivo principal" se refería a la demolición de la Fortaleza de Humaitá, aunque esta no se mencionaba hasta el Protocolo.

### Protocolo

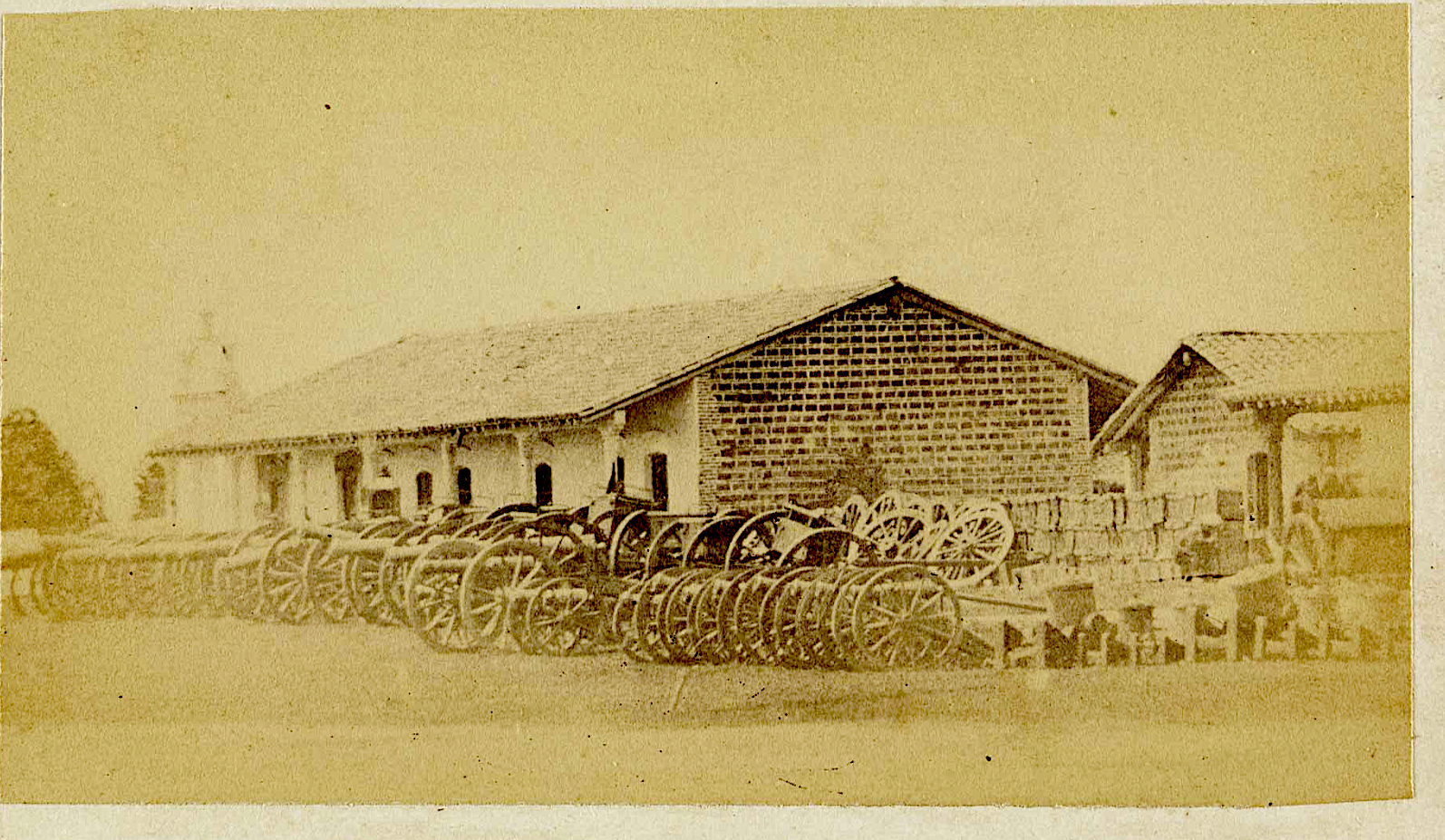
Botín. Artillería paraguaya capturada en Humaitá, antes de su reparto.

El Protocolo fue un apéndice del tratado firmado el mismo día, aparentemente como una adición posterior.
El Artículo 1 establecía expresamente que la Fortaleza de Humaitá debía ser demolida y que "no se permitirá la construcción de otras de naturaleza similar que puedan obstaculizar el fiel cumplimiento del Tratado".  
El Protocolo también exigía el desarme de Paraguay y el reparto de trofeos militares y botín.

### Presuntas "cláusulas secretas"
Algunos escritos sobre la Guerra del Paraguay pueden dar la impresión de que ciertas cláusulas especiales del Tratado eran secretas, pero otras no. Por ejemplo:  
Brasil, Argentina y Uruguay firmaron el Tratado de la Triple Alianza, que comprometía a los tres países a una guerra para remover a Solano López... El Tratado, tal como se publicó, declaraba que los Aliados respetarían la independencia de Paraguay... El Tratado también contenía cláusulas secretas que preveían ajustes fundamentales en las fronteras de Paraguay tras la guerra... Paraguay quedaría reducido a un cuarto de su territorio original.
Sin embargo, según el Artículo XVIII del Tratado, todas sus cláusulas eran igualmente secretas. Ninguna era pública, y todas han sido detalladas en este artículo.  
Dicho esto, algunas disposiciones del Tratado eran obvias en su momento o fáciles de inferir (como la existencia de una alianza contra López), mientras que otras eran menos evidentes (como el alcance preciso de las reclamaciones territoriales argentinas). La confusión surgió porque todas las cláusulas estaban ocultas al escrutinio público, lo que generó rumores.

## Publicación
Según Thompson, las disposiciones principales fueron rápidamente filtradas a la prensa de Buenos Aires.
De acuerdo con el profesor Thomas L. Whigham, el texto detallado se publicó de la siguiente manera. El encargado de negocios británico en Montevideo, William Garrow Lettsom, había preguntado directamente al canciller uruguayo Carlos de Castro si los aliados planeaban dividir Paraguay "como una especie de Polonia sudamericana". Con la intención de calmarlo, De Castro le entregó, en confidencia, una copia completa del tratado. Sin embargo, Lettsom no quedó satisfecho y se preguntó si la confiscación de parte del territorio paraguayo era realmente mejor que una anexión total. Decidió enviar una copia a John Russell, I conde de Russell. El gobierno británico, que durante mucho tiempo se había opuesto a cualquier tipo de cesión territorial en Uruguay y, por extensión, en la región del Plata, declaró:  
El texto del Tratado parecía violar la diplomacia establecida en la región. El gobierno británico decidió ignorar las promesas de discreción de Lettsom y se apresuró a publicar el tratado completo...
El tratado fue publicado en marzo de 1866 y denunciado en los periódicos londinenses. La noticia llegó a Sudamérica semanas después y generó una avalancha de publicidad adversa.
Bolivia y Perú protestaron contra el tratado, y Chile parecía inclinado a hacer lo mismo. Por otro lado, cuando el tratado se publicó en un semanario paraguayo, muchos se convencieron de que López tenía razón al hacer la guerra a los Aliados y que "Paraguay estaba obligado a luchar por su propia existencia". Thompson señaló: "Esto me dio un mayor ímpetu para luchar por Paraguay, pues creía, según los términos del Protocolo, que debía elegir entre combatir o ser absorbido".

### Aliados

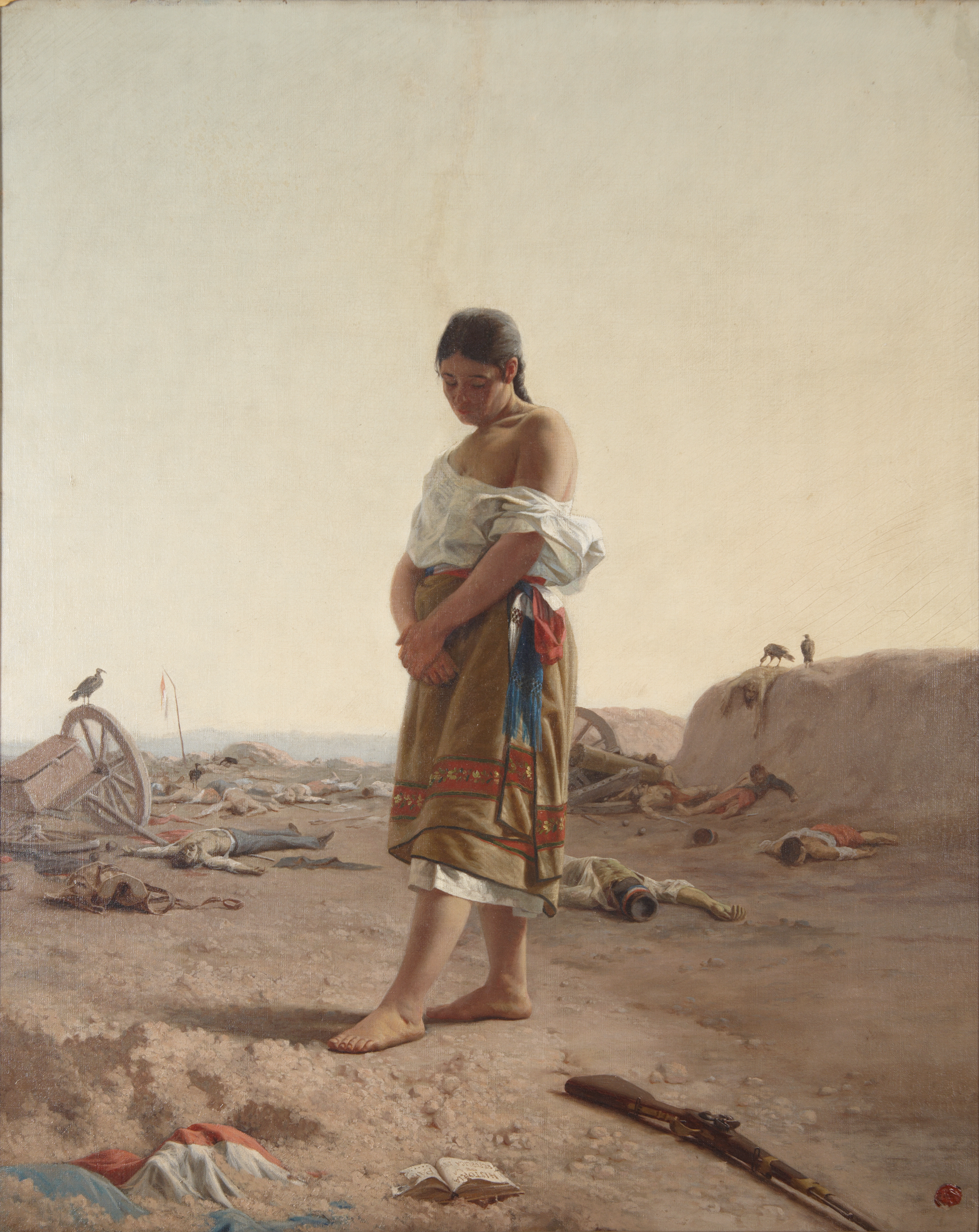
La Paraguaya, simbolizando la devastación total del país. (Juan Manuel Blanes, 1830–1901)

Tomó casi un año expulsar a las tropas paraguayas del territorio aliado. En abril de 1866, los aliados invadieron Paraguay. Finalmente, tras cuatro años de guerra —la mayor parte estancados en el Asedio de Humaitá— derrocaron al gobierno de López, quien murió en combate. Como exigía el Protocolo, arrasaron la fortaleza hasta los cimientos.  
La guerra fue una catástrofe para Paraguay, que perdió, según estimaciones conservadoras, entre un cuarto y la mitad de su población. A pesar de las estipulaciones del Artículo XIV sobre indemnizaciones, la bancarrota paraguaya hizo imposible recuperar los gastos bélicos, por lo que las demandas finalmente se abandonaron.
Al final de la guerra, se estableció un gobierno provisional en Paraguay bajo los auspicios de los Aliados. Paraguay fue ocupado por tropas aliadas, principalmente brasileñas. Durante un tiempo, las fuerzas brasileñas continuaron ocupando la Isla del Cerrito, una isla cerca de la desembocadura del Río Paraguay reclamada por Argentina, pero que había servido como principal base naval de Brasil durante la guerra.  

### Conflicto entre Argentina y Brasil
Argentina y Brasil estuvieron al borde de la guerra entre 1870 y 1876 debido a disputas y malentendidos sobre el tratado.  

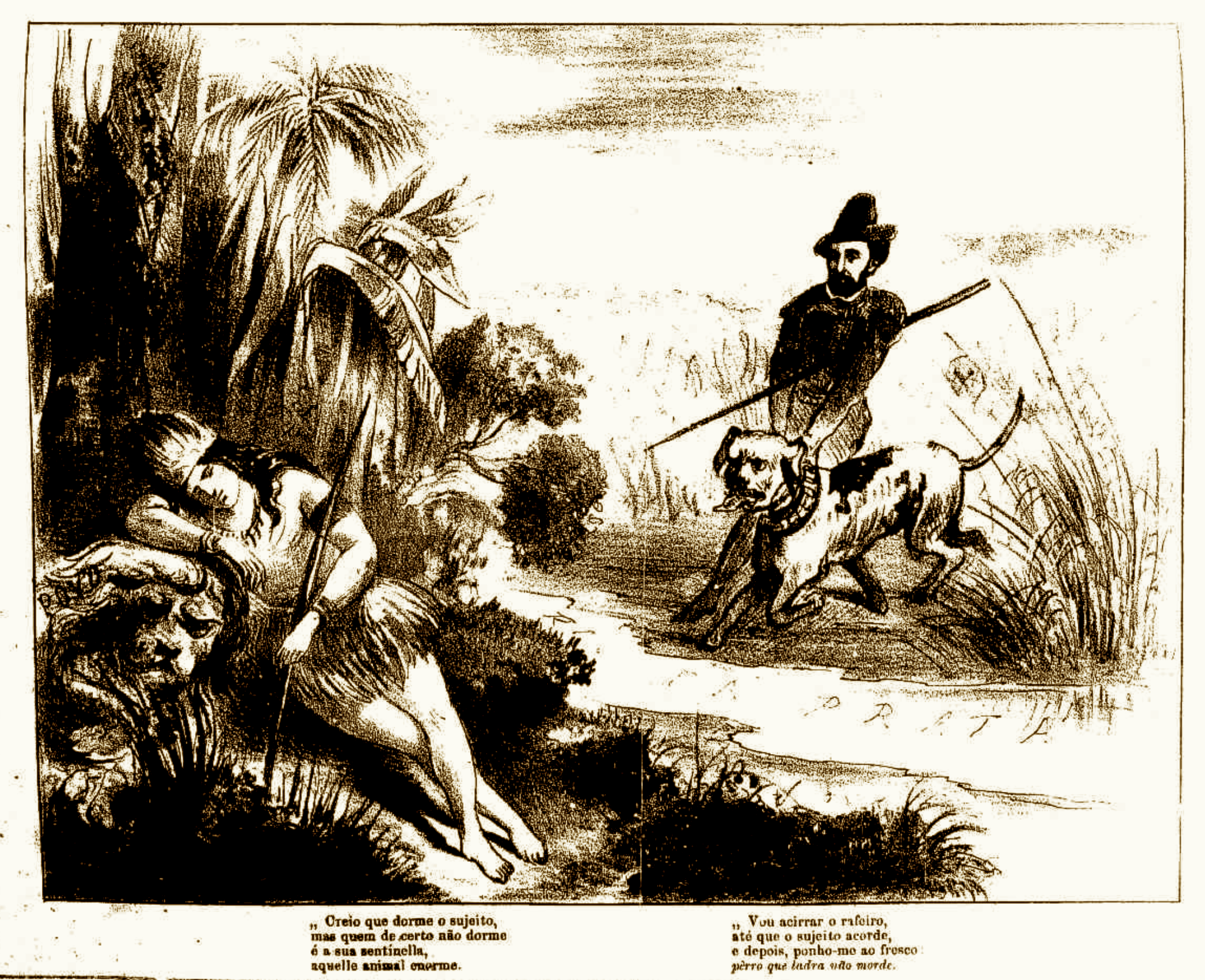
Argentina despierta a una bestia peligrosa. Bartolomé Mitre y Carlos Tejedor (un perro ruidoso) molestan a un león dormido (Brasil) y su centinela, la prensa. (Semana Illustrada, 29 de junio de 1872.)

A pesar del Artículo VI, que prohibía tratados de paz separados, en 1872 Brasil envió al João Maurício Vanderlei a Asunción para negociar un tratado bilateral con Paraguay sin informar a Argentina o Uruguay. Argentina se indignó, y su ministro de Relaciones Exteriores, Carlos Tejedor, envió una nota de protesta enérgica, censurando a Brasil por intentar negociar en privado con Paraguay. La prensa de Buenos Aires malinterpretó y exageró el alcance de esta violación de los acuerdos, alegando que la guerra con Brasil era la única respuesta posible. (En realidad, Brasil y Paraguay firmaron cuatro tratados en 1872, pero ninguno afectaba los derechos de Argentina; abordaban temas de extradición, comercio y privilegios consulares).
Como resultado, Argentina tomó posesión de Villa Occidental, un asentamiento en el Chaco Central, al norte del Río Pilcomayo. El Chaco Central era un área reclamada por Paraguay y Argentina, pero había sido asignada a Argentina por el Artículo XVI del Tratado de la Triple Alianza.  
Argentina envió al expresidente Bartolomé Mitre a Brasil para ayudar a restablecer las buenas relaciones, y para fines de 1873 la tensión parecía haber cesado. Sin embargo, poco después, Argentina fortificó la Isla Martín García. Esta isla es una anomalía geográfica, ya que, por acuerdo, hoy es un exclave argentino ubicado completamente en aguas territoriales uruguayas. En aquel entonces, sin embargo, era un punto de disputa de larga data entre Argentina y Uruguay (respaldado por Brasil). Su ubicación frente a la costa uruguaya, cerca de las desembocaduras de los ríos Paraná y Uruguay, significaba que podía usarse para amenazar la libre navegación de la cuenca del Río de la Plata (que cubre un cuarto de la superficie de Sudamérica), incluyendo la principal ruta de Brasil hacia su provincia del Mato Grosso.
Como resultado, Brasil reforzó su flota en el Río de la Plata. Argentina comenzó a adquirir material bélico y a comprar buques de guerra. El ministro estadounidense en Río de Janeiro también creyó que Argentina estaba detrás de un intento fallido de derrocar al presidente Salvador Jovellanos de Paraguay, a quien los argentinos acusaban de ser un «títere de Brasil».
En abril de 1874, Uruguay, el socio menor de la alianza, negoció un tratado de amistad por separado con Paraguay bajo los auspicios de Brasil. Argentina rompió relaciones diplomáticas con Uruguay. El ministro estadounidense consideró que, si estallaba la guerra entre Argentina y Brasil, Uruguay estaría del lado brasileño, y que las provincias argentinas de Corrientes y Entre Ríos —donde existía una fuerte oposición al gobierno de Buenos Aires y funcionaban de manera prácticamente autónoma— se separarían. No le sorprendería que, bajo influencia brasileña, se formara «una nueva República Fluvial... [compuesta] por Uruguay, Entre Ríos, Corrientes y Paraguay».
En 1875, Argentina comenzó a fortificar nuevamente la Isla Martín García, lo que Estados Unidos consideró una violación total del tratado, amenazando la libre navegación: «El problema se agravó con la aparición de dos nuevos acorazados argentinos, que causaron mayor aprensión y curiosidad brasileña».

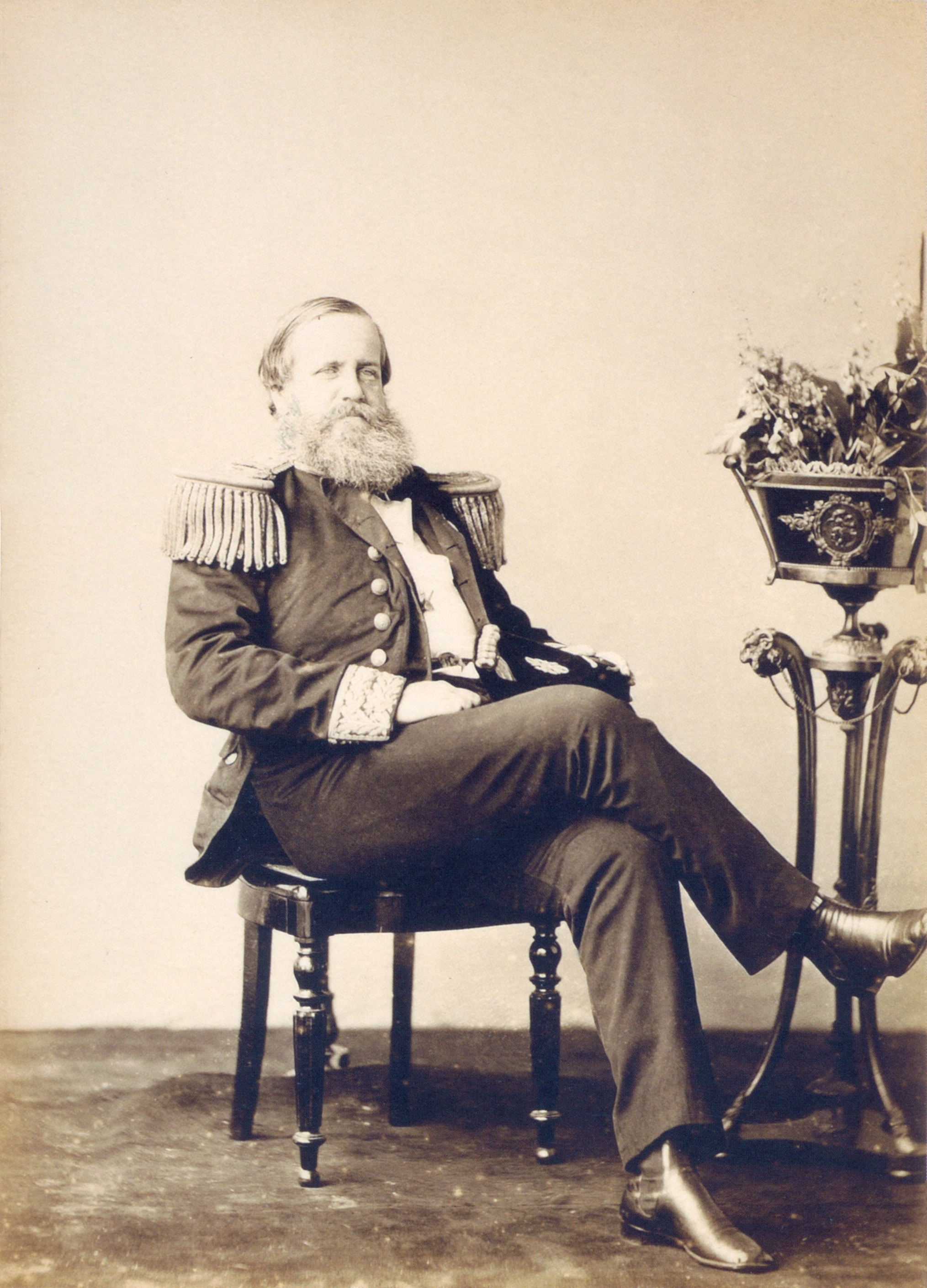
Dom Pedro II (44) en 1870.

En 1875, el emperador Pedro II decidió intentar evitar una guerra con Argentina abordando el asunto directamente con Tejedor. Las negociaciones parecían avanzar bien hasta que Tejedor abandonó Brasil abruptamente. Al parecer, Tejedor había estado negociando un tratado unilateral de Argentina con Paraguay, aprovechando que el enviado paraguayo Jaime Sosa se encontraba en Río de Janeiro. Firmaron el Tratado Tejedor-Sosa, que exigía la cesión del territorio de Villa Occidental a Argentina. El tratado fue rápidamente rechazado por el gobierno paraguayo. Parece que Tejedor y Sosa esperaban ese resultado, pero igualmente lo firmaron para desafiar a Brasil.
Al final, Brasil y Argentina resolvieron sus diferencias porque «[ambos] habían aprendido de experiencias pasadas que incluso una guerra exitosa terminaría en un desastre financiero nacional». En diciembre de 1876 firmaron un acuerdo por el cual la Isla del Cerrito fue cedida a Argentina, el Chaco al sur del Río Pilcomayo pasó a Argentina, el Chaco norte quedó para Paraguay y el Chaco Central sería sometido a arbitraje entre Argentina y Paraguay.  

### Brasil
El 9 de enero de 1872, Paraguay y Brasil firmaron un tratado en el que Paraguay reconocía, como deuda hacia Brasil, todos los daños causados a ciudadanos y ciudades brasileñas, con un interés del 6% y una amortización anual del 1%. Paraguay abrió todos sus cursos de agua, los ríos Paraná y Uruguay, al comercio y navegación brasileños. Brasil también se reservó el derecho a ocupar Paraguay con su Ejército Imperial para mantener la paz y garantizar el cumplimiento del tratado.
Las fronteras entre Paraguay y Brasil se establecieron mediante tres tratados distintos. En el tratado firmado el 9 de enero de 1872, los límites se fijaron como el cauce del Río Paraná desde la desembocadura del Yguazú hasta la cascada de las Siete Caídas del Paraná; desde las Siete Caídas, por la cumbre de la Cordillera de Mbaracayú y luego por la de Amambay hasta las fuentes del Río Apa, desde donde sigue su cauce hasta su desembocadura en la margen oriental del Río Paraguay.
El 16 de enero de 1872, se firmó otro tratado para la liberación de todos los desertores, prisioneros y criminales de guerra. Dos días después, se firmó un nuevo tratado de Amistad, Comercio y Navegación. Por el protocolo del 7 de enero de 1874, el arroyo Estrella fue considerado la fuente del Río Apa.  
El último y definitivo tratado se firmó el 21 de mayo de 1927 en Río de Janeiro. Como complemento del primer tratado, estableció que el límite entre ambos países sería el cauce del Río Paraguay desde la desembocadura del Río Apa en el Río Paraguay hasta su desembocadura en Bahía Negra.

### Uruguay
El Tratado de Paz, Comercio y Navegación se firmó el 13 de diciembre de 1873 entre Paraguay y Uruguay. Al igual que con el tratado brasileño, Paraguay reconoció los gastos, daños y perjuicios de la campaña uruguaya. Ambos gobiernos también se comprometieron a devolver todos los prisioneros de guerra y reabrir el comercio en los ríos.

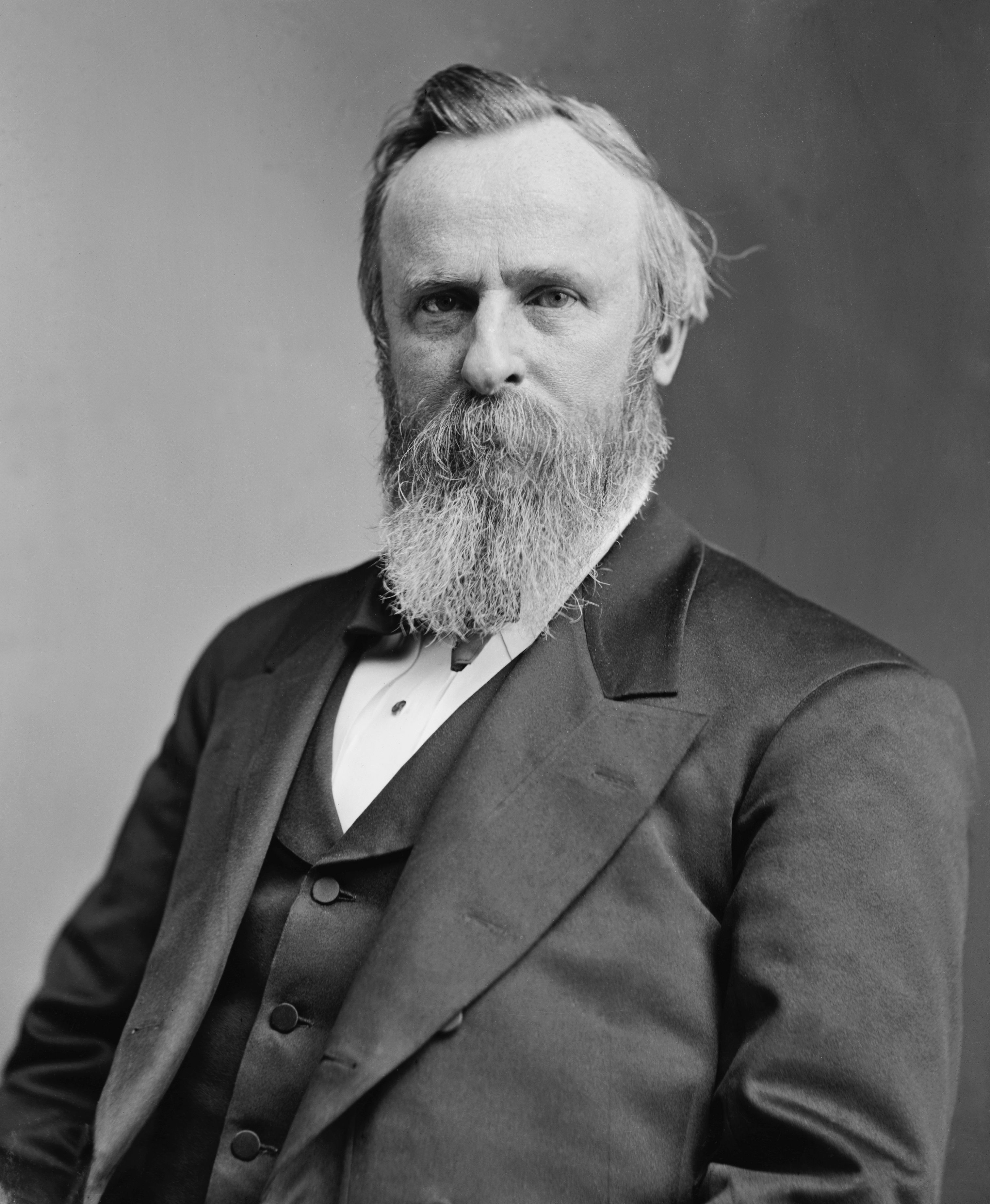
Presidente de los Estados Unidos Rutherford Hayes, árbitro que otorgó el Chaco Central a Paraguay

### Argentina
Un tratado se firmó el 3 de febrero de 1876 entre Paraguay y Argentina. En él, Paraguay reconoció todos los gastos bélicos, daños y perjuicios causados a propiedades públicas y privadas argentinas, aunque nunca se pagaron (véase más arriba). Los ríos Paraguay, Paraná y Uruguay también se reabrieron a la navegación y el tránsito.
Las disputas territoriales argentino-paraguayas en el Chaco se resolvieron de la siguiente manera:  
- La porción al sur del cauce principal del Río Pilcomayo fue asignada a Argentina.
- La porción al norte del Río Verde (23° 10' Latitud Sur) fue asignada a Paraguay.
- La porción central se sometió a arbitraje.
El árbitro elegido por ambas naciones fue el presidente estadounidense Rutherford B. Hayes, quien otorgó el Chaco Central a Paraguay en 1878. El ejército argentino se retiró en mayo de 1879. En agradecimiento, Paraguay renombró el departamento como "Presidente Hayes" y su capital como "Villa Hayes". 

### Bolivia
La guerra de 1864–1870 resolvió finalmente las disputas fronterizas en el Chaco, pero no entre Paraguay y Bolivia, que continuaron enquistándose. En 1931, la sed de petróleo de Bolivia llevó a su ejército a invadir el área en disputa, desencadenando la Guerra del Chaco. Resultó que no había petróleo que valiera la pena disputar. Las fronteras entre Paraguay y Bolivia no se resolvieron definitivamente hasta un tratado firmado el 28 de abril de 2009.